# Poklon Treh kraljev (Velázquez)
Poklon Treh kraljev je baročna slika iz leta 1619 španskega umetnika Diega Velázqueza, ki je danes shranjena v muzeju Prado. Prikazuje tri kralje, ki obdarujejo otroka Kristusa: Melkior, ki kleči v ospredju; Baltazar, ki stoji za njim z rdečim ogrinjalom in čipkastim ovratnikom; in Gašper, ki se pojavi med drugima dvema. Neidentificirani mladenič, ki stoji za Baltazarjem, gleda. Ob levem ramenu Device kleči sveti Jožef. Velikost in format slike kažeta, da je bila narejena za oltarno sliko.
Carl Justi je hvalil sliko, da se »odlikuje z veliko močjo kolorita in svetline«.

## Zgodovina slike
Ni zanesljivih podatkov o poreklu te slike, ki jo je Velázquez naslikal, ko je bil star 20 let, leta 1619, čeprav je zadnja številka zmedena in Beruete bere 1617. Ainaud je domneval, da bi bila morda naslikana za jezuitski noviciat v San Luisu de los French iz Sevilje in to je sprejel dobršen del kritikov, češ da bi se trnovo drevo, ki se pojavi v spodnjem desnem kotu in namiguje na Kristusov pasijon, lahko nanašalo na relikvijo trnove krone, ki jo je posedoval francoski kralj. Po izgonu jezuitov leta 1767 je slika postala last Francisca Brune, v čigar posesti jo je videl angleški popotnik Richard Twiss, leta 1819 pa je bila vključena v muzej Prado, iz kraljeve zbirke.
Menili so, da bi lahko bilo platno razrezano na tri strani, glede na litografijo Cayetana Palmarolija iz leta 1832, ki predstavlja širšo in po mnenju Enriquete Harris in Jonathana Browna bolj zadovoljivo kompozicijo. Vendar ni znakov, ki bi nam omogočali, da bi potrdili, da je bila slika razrezana po vstopu v muzej. Tehnična študija, ki jo je izvedla Carmen Garrido, pa izključuje, da je imela drugačne dimenzije od sedanjih, čeprav pokrajina v vsakem primeru ni zelo vidna, bi lahko bila prvotno nekoliko širša. Palmarolijeva litografija bi lahko bila skratka namišljena poustvarjanje domnevno izgubljenih delov, ki temelji na prepričanju, da je bila slika pred tem odrezana na levo.

## Ikonografija
Slika predstavlja čaščenje treh modrecev v skladu s krščansko tradicijo, ki določa njihovo število na tri in iz 15. stoletja predstavlja Baltasarja črne rase, ki Detetu Jezusu ponuja tri darila: zlato kot kralju, kadilo kot Bogu in miro kot človeku, potem ko je slišal za njegovo rojstvo po zaslugi vzhodne zvezde. S tremi modrimi, Devico in Detetom, Velázquez naslika svetega Jožefa in list, s katerim zapolni tako rekoč celotno površino platna in pusti le majhno odprtino v somračno pokrajino v zgornjem levem kotu. Grm ob Marijinem vznožju aludira na vsebino njene meditacije, ki se izraža v njenem ponovno usmerjenem in spokojnem obrazu.
V predstavljenih likih so iskali portrete članov slikarjeve lastne družine, ki povezujejo avtoportret Francisca Pacheca, Velázquezovega učitelja in tasta, z glavo kralja Melhiorja, tistega z belo brado. Po teh razlagah naj bi bila Devica Velázquezova žena Juana Pacheco, s katero se je poročil leto prej, Dete Jezus naj bi bila slikarjeva najstarejša hči, on ali njegov brat Juan pa bi dal obraz Gašperju. Takšne identifikacije pa po mnenju Juliána Gállega in drugih kritikov niso dokazane. Sam Pacheco se je čutil dolžnega v Umetnosti slikanja utemeljiti vključitev svojega avtoportreta med vstala telesa poslednje sodbe, ki jih je naslikal za samostan Santa Isabel, trenutno shranjen v muzeju Castres, »ker je res bil ta dan prisoten«, kot je dejal, pa tudi »po zgledu nekaterih pogumnih slikarjev, ki ob javnih priložnostih med druge osebnosti postavljajo svoje ter svoje prijatelje in sorodnike; in predvsem Tizian, ki se je upodobil v slavi, ki jo je naslikal za kralja Filipa II.« Ne zdi se smiselno, da bi zamudil priložnost opozoriti, da ga je z vso družino upodobil tudi njegov zet na sliki Čaščenje Treh kraljev, ki je bila javno razstavljena in na kateri bi ga v Sevilji zlahka prepoznali, če bi odobril, kar ni verjetno.
Da, lahko bi bile podobnosti med starim kraljem in tistim, ki se pojavi v sliki Kosilo; kot tudi v obličju Device, podobno tistemu Brezmadežnega spočetja v Londonu, čeprav je tukaj nekoliko bolj idealizirano, ne da bi iz tega izpeljali kar koli drugega kot uporabo študij, vzetih iz življenja, kot običajno Velázquezovo prakso.

## Tehnika
Glede na tehnične študije, ki kažejo, da je slika ohranila prvotne mere, če je morda nekoliko obrezana na dnu, je moral slikar namerno iskati nekoliko premočen občutek, ki ga povzroča preobremenjena kompozicija, saj bi želel ustvarjati z bližino teles vtis intimnosti, poudarjen z nočno osvetlitvijo, ki obliva prizor, ki kot da vabi k meditaciji.
V njegovi izvedbi je zlahka opaziti okornost, značilno za slikarja začetnika, kakršen je bil Velázquez v tistem času: šibka glava svetega Jožefa, breznogo telo otroka, povitega v povoje po Pachecovih ikonografskih indikacijah, kot nakazuje Jonathan Brown ali roke Device, na katerih je Carl Justi preizkušal svojo iznajdljivost in trdil, da so »dovolj močne, da obvladajo plug in po potrebi primejo bika za roge«. Toda nič od tega ne zmanjša globoko pobožnega pomena kompozicije v njeni navidezni vsakdanjosti, v skladu z Ignacijevim nasvetom, in v načinu, kako je svetloba, ki odstranjuje sence, usmerjena k otroku, ki mora biti središče vse meditacije, ki mu daje volumen in obliko.

### Literaturea
- Brown, Jonathan (1986). Velázquez. Pintor y cortesano. Madrid: Alianza Editorial. ISBN 84-206-9031-7.
- Catálogo de la exposición (2007). Fábulas de Velázquez. Madrid: Museo del Prado. ISBN 84-8480-129-0.
- Gállego, Julián (1990). «Catálogo». Velázquez. Catálogo Museo del Prado. Exposición enero-marzo 1990. Madrid: Museo del Prado. ISBN 84-87317-01-4.
- Garrido Pérez, Carmen (1992). Velázquez, técnica y evolución. Madrid: Museo del Prado. ISBN 84-87317-16-2.
- Justi, Carl (1953). Velázquez y su siglo. Madrid: Espasa-Calpe.
- López-Rey, José (1996). Velázquez. Catalogue raisonné, vol. II. Colonia: Taschen Wildenstein Institute. ISBN 3-8228-8731-5.
- Morán Turina, Miguel y Sánchez Quevedo, Isabel (1999). Velázquez. Catálogo completo. Madrid: Ediciones Akal SA. ISBN 84-460-1349-5.
- Pacheco, Francisco, ed. de Bonaventura Bassegoda (1990). El arte de la pintura. Madrid: Cátedra. ISBN 84-376-0871-6.